# 'Ndrezzata
La 'ndrezzata (che nel dialetto ischitano vuol dire intrecciata) è un canto rituale, recitato nel corso di una danza con spade e bastoni (detti mazzarielli) il giorno di pasquetta, in occasione della festa patronale di san Giovanni presso Buonopane, oppure in altre occasioni speciali; Buonopane è una frazione del comune di Barano d'Ischia, sull'isola d'Ischia.
Non deve'essere confusa con la 'ntrezzata, una danza popolare armata napoletana

## Le origini
Numerosi elementi presenti nel testo portano a configurare la 'ndrezzata come un poemetto epico popolare nato nel Medioevo che racchiude al suo interno un peana, un'elegia di tipo guerresco (lo sferrare colpi con spade e "mazzarielli") ed amoroso (la vicenda dei tre fratelli valenti marinari).
Ma le origini del canto appaiono ben più remote, strettamente connesse al retaggio mitico della cultura greca che si era andata diffondendo a Ischia grazie ai primi coloni dell'Eubea che avevano fondato Pithecusa.

### Il mito
Racconta Euripide che Zeus trovò un giorno Demetra furibonda e disperata perché Ade, dio dell'Averno, le aveva rapito la figlia Persefone. Mosso da pietà verso la povera madre, il capo degli dei le inviò le Muse e Afrodite per placarne l'animo, allietandola con musica e danze. 
(Euripide)
La cultura della danza si diffuse ben presto in tutta l'isola, trovando terreno fecondo presso la sorgente di Nitrodi a Buonopane, vicino Barano, zona agricola sul versante sud-orientale di Ischia e divenendo un elemento talmente caratterizzante del folklore locale da far scrivere al calabrese Giulio Iasolino nel Cinquecento:
comune a gli altri luoghi.»
(Giulio Iasolino, Rimedi naturali d'Ischia)
Tradizione vuole che la danza fosse praticata dalle Ninfe al ritmo di spade di legno battute dai Satiri su rudimentali manganelli che accompagnavano la melodia prodotta dalla cetra d'oro di Apollo.
Apollo, pizzicando la cetra, si innamorò della ninfa Coronide e dall'unione dei due nacque Esculapio. 
Appagato dall'amore con la ninfa, il dio concesse alla sorgente Nitrodi, lì dove si svolgevano le danze, la proprietà di offrire bellezza e guarigione.
Ma ben presto Coronide s'innamorò del fauno Ischi e Apollo, accecato dalla gelosia, la gettò in mare.
Esculapio decise allora di vendicarsi sciogliendo nella fonte un intruglio di erbe esotiche che rendeva litigioso e geloso chiunque si abbeverasse alla sorgente.
Prima di far ritorno nel loro mondo, le Ninfe per perpetuare la loro danza vollero infondere in dono agli abitanti del luogo il ritmo della 'ndrezzata. 
Gli abitanti di Barano e Buonopane, abbeveratisi alla sorgente contaminata da Esculapio, vissero in continuo litigio fino a quando, nel 1540, una fanciulla perse una cintura di corallo donatale dal fidanzato, un pescatore di Barano.
La cintura fu rinvenuta da un giovane di Buonopane, che si rifiutava di riconsegnarla alla proprietaria. All'ennesima guerra che ne scaturì e che raggiunse il culmine sul ponte di Buonopane, le due fazioni decisero di siglare la pace ai piedi della statua raffigurante la Madonna della Porta. Il lunedì dell'angelo le due parti riunitesi bruciarono la cintura motivo di discordia davanti alla chiesa di San Giovanni e i buonopanesi festeggiarono ballando una 'ndrezzata.
Da allora, per celebrare la fine delle ostilità, la danza viene ballata ogni anno il giorno di pasquetta e durante i festeggiamenti di San Giovanni, il 24 giugno.

## Il rito
Il rito della 'ndrezzata si articola in tre tempi: sfilata, predica e danza. Ciascuno dei 18 danzatori tramanda ai propri discendenti i segreti della danza e il privilegio di parteciparvi.
Durante la sfilata metà dei danzatori entra in scena con un giubbetto di colore rosso, che rappresenta gli uomini, mentre l'altra metà indossa un corpetto verde che simboleggia le donne. Alla testa del gruppo sfila il caporale, al suono di due clarini e due tammorre, un tempo flauti e fischietti.
Al termine della sfilata i gruppi di danzatori formano due cerchi concentrici, impugnando, proprio come i fauni della leggenda, un mazzariello nella mano destra e una spada di legno in quella sinistra. Agli ordini del caporale e al ritmo dei suonatori parte la danza, che ricalca le mosse di base della scherma: saluto, stoccate, parate e schivate. All'interno della danza due sono le figure fondamentali: la formazione della rosa con l'intreccio delle mazzarielle a mani alzate e l'elevazione su di essa del caporale, che in antico dialetto ischitano recita la parte narrata (predica): le strofe sono dedicate all'amore, alla paura dei saraceni, alle fughe sul Monte Epomeo, alla difficoltà del lavoro nei campi e alla A vattut' e ll'astreche, cioè alla costruzione del tetto bombato in pomice e calce delle abitazioni di Ischia e Procida.

## Il testo
'a tutto 'u munno vene tanta gente
chi cu chitarra e chi cu mandulino
vanno a vedé lu sole a la matina.
'Ncoppa Santu Nicola è 'na bellezza oi né
e quanno spont' 'u sole so' cose 'a stravedé.
M'aggio truvato 'a nenna all'Epomeo
e ll'aggio spiata si vo' fa' ll'ammore
e m'ha risposto bella e appassiunata
ma vallo a dire a lo mio genitore.
'Ncoppa Santu Nicola è 'na bellezza oi né
e quanno spont' 'u sole so' cose 'a stravedé.
(recitato) "Io vengo da monte Cupo
per darvi un gran saluto.
Io vengo da Tarantiello
cu na lanza e nu spurtiello.
Noi siamo tre fratelli
tre valenti marenari:
uno si chiama Gennaro
pesca treglie e calamare
'n auto se chiamma Vicienzo
e pesca senza licenza;
scusate signori miei
mio patre m'ha miso a nnomme Puletrone
pecché tengo sempre mmano stu bastone!
'Na sera jevo passanno pe' 'stu mare
veco 'nu cefalo ca s'appiccecava cu 'nu calamare.
Cu la lanza lu lanzaje
cu lu cuoppo lu cuppaje
e dinto a lu vuzzo lu menaje.
Me trovo passanno pe' Santa Lucia
tutti me diceno: -Uh che cefalo 'ncuscienza mia!-
'U gabbellotto rummanette 'ncantato:
-Comme, stu cefalo accussì gruosso 'hê piscato?-
Veco nu calabrese
da tanto luntano
cu quattro 'rane 'mmano
vuleva fa' 'a spesa:
scusate signori miei,
io cu quatto 'rane ce pozzo passà?
Nossignore!
Me vene 'a bile p' 'a testa
metto 'a mano 'int' 'a sacca,
caccio 'u curtiello
e dongo 'na botta a 'stu cappiello.
'U cielo m'ha aiutato.
'u cappiello 'nun s'è sfunnato.
...Alice!... Alice!....
'St'uocchie tuoje so' ddoje curnice,
si saglio 'ncoppa mammeta che me dice?
Saglie... saglie... ca sì 'u patrone d' 'a casa!
Io pe' ve fà vedé ca songo 'nu valente marenaro,
dongo 'u divertimiento a 'sti signuri e me ne vaco!" (fine recitato)
Trallera trallera
tirirà llirà llallera
trallera trallera
tirirà tirirà llallera
e tirà llirà llallera
trarialill'arillallà.
Tu vide comme sfila
'stu vuzzo 'ncoppa all'acqua
oi né che t'aggio fatto
ca nun ce vulimmo cchiù?
La lana che ne faje?
la freva te fa venire!
'nu matarazzo 'e stoppa
cchiù ffrisco te fa sta.
'Ntunino 'e Nabbulione
s'ha fatto llu ddagone
s'ha fatto llu ddaghino
'Ntunino 'e Giacumino.
Uno ddoje e treja
quatto cinche seje sette e otto.
Nun saccio che vurrisse
'nu lietto de viole?
ma mò n' è tiempo ancora
e cuntiéntate pe' mò...
E mastu Raffaele
era nu capo fumatore
pe' s'appiccià 'na pippa
ce metteva cchiù de n'ora...
E llà llà llà
sempe chesto saje fa'.
Sì mastu Raffaele
e nun te ne 'ncaricà!
Sfacciata petentosa
ca ce lo dico a mammeta
e cu 'n'ata perna 'e sposa
e zencariello e llariulà...
'Sta po'ra vicchiarella
tu vide comm'è ridotta
e sotto all'aria strutta
nun pò cchiù cumparé...
Quanno me cocco 'a sera
m'abbraccio a 'stu cuscino
e quanno è 'a matina
sempe penzanno a te.
Muglierema che m'è morta
era nu piezzo 'e femmenona
teneva 'e cosce storte
s' 'e vuleva addirizzà...
Pitidum tidum tindera
apitindum e apintindera
'ndandà 'ndandà 'ndandera
'ndandà 'ndandà 'ndandera
'ndandà 'ndandà 'ndandera
aritreja aritré.
Annita fai de pressa
raccogli la mappata
la barca è preparata
e bisogna di partì!
'U treia 'u treia 'u treia
Moglierema che m'è morta
era nu piezzo 'e femmenona
teneva 'e cosce storte
se vuleva addirizzà.
Purtualle lisce e musce
e lemoncielle pe' scirià
si 'a monaca jesce e trase
acquasanta piglia e vasa.
Figlia mia fa' orazione
e peccata nun ne fà
si avesse nu buono vaglione
già facesse orazïone.
Figlia mia fa' penitenza
e peccata nun ne fa.
Padre mio, so' fiacche 'e sense
e penitenze nun pozzo fa'.
Si t'assitte 'o scannetiello
ce schïammo 'o libbreciello
uva e bà, uva e bà
zi' masto mio che t'aggia 'a fa'?
Si veniva l'anno passato
teneva astipata 'na scartellata
che puozz'essere scannata
jiuste pe' 'a tené astipata
'U ttreja 'u ttreja 'u ttreja...»
si reca gente da tutto il mondo:
chi con la chitarra, chi con il mandolino
vanno a vedere l'alba.
Che bellezza sulla vetta San Nicola
e quando spunta il sole c'è da restare senza fiato!
Mi son trovato una fidanzata del Monte Epomeo:
le ho chiesto se vuol far l'amore,
e mi ha risposto bella e appassionata :
-Ma vallo a chiedere a mio padre-
Che bellezza sulla vetta San Nicola
e quando spunta il sole c'è da restare senza fiato!
(recitato) "Io vengo dal monte Cupo
per darvi un gran saluto.
Io vengo da Tarantiello
con una lancia e una piccola sporta.
Noi siamo tre fratelli,
tre valenti marinai:
uno si chiama Gennaro
pesca triglie e calamari
un altro si chiama Vincenzo
e pesca senza permesso;
scusate signori miei
mio padre mi ha chiamato Puletrone
perché ho sempre tra le mani questo bastone!
Una sera mi trovavo a passare vicino al mare
e vedo un cefalo che si azzuffa con un calamaro.
Con la lancia  lo arpionai
con il retino lo catturai
e dritto nel gozzo lo gettai.
Mi trovo a passare per Santa Lucia
tutti mi dicono:-Oh che cefalo, perdio!-
Il gabellotto rimase stupito:
-Ma come, hai pescato un cefalo così grande?-
Vedo un calabrese
in lontananza
con quattro grani in mano
voleva far provvista:
scusate, signori miei,
con quattro grani lo posso vendere?
Nossignore!
Mi sale il sangue al cervello
metto la mano in tasca,
caccio il coltello
e assesto un colpo a questo cappello.
Il cielo mi ha aiutato
il cappello non si è bucato
...Alici!...Alici!...
I tuoi occhi sono due lucciole,
se salgo da te cosa mi dice tua madre?
Sali... sali... che tanto sei il padrone di casa!
Io per mostrarvi di essere un valente marinaio,
faccio divertire questi signori e me ne vado!" (fine recitato)
Trallera trallera
tirirà llirà llallera
trallera trallera
tirirà tirirà llallera
e tirà llirà llallera
trarialill'arillallà.
Tu guarda come fila
questo gozzo sull'acqua
allora, cosa ho fatto
perché ci lasciassimo?
Cosa te ne fai della lana?
ti fa venire la febbre!
un materasso di stoffa
ti fa stare più fresco.
Antonino di Napoleone
si è fatto il dagone,
si è fatto il daghino
Antonino di Giacomino.
Un due e tre
quattro cinque sei sette e otto.
So che vorresti
un letto di viole,
ma non è ancora il momento
accontentati per adesso...
E mastro Raffaele
era un abile fumatore
per accendersi la pipa
ci metteva più di un'ora...
E llà llà llà
sempre questo stai a fare.
Sei come mastro Raffaele
e non dartene pensiero!
Sfacciata
lo dico a tua madre
[...]
[...]
Questa povera vecchietta
guarda come l'hai ridotta
e in pubblico così consumata
non può più farsi vedere
Quando vado a dormire la sera
stringo tra le braccia questo cuscino
e quando arriva la mattina
mi trova a pensare ancora a te
Mia moglie che è morta
era un gran pezzo di donna
aveva le gambe storte
e voleva raddrizzarle...
Pitidum tidum tindera
apitindum e apintindera
'ndandà 'ndandà 'ndandera
'ndandà 'ndandà 'ndandera
'ndandà 'ndandà 'ndandera
aritreja aritré.
Anita fa' presto
raccogli le reti
la barca è pronta
e bisogna partire!
'U treia 'u treia 'u treia
Mia moglie che è morta
era un gran pezzo di donna
aveva le gambe storte
voleva raddrizzarsele...
Arance acerbe e troppo mature
e limoni da spremere
se la monaca entra ed esce
acquasanta prendi e bacia.
Figlia mia prega
e non commettere peccati
se avessi un buon fidanzato
sarei già lì a pregare.
Figlia mia fa' penitenza
e non commettere peccati.
Signore mio, sono cagionevole di salute
e penitenze non posso farne.
[...]
[...]
[...]
[...]
[...]
[...]
[...]
[...]
'U ttreja 'u ttreja 'u ttreja...»